# Alpen Cup kobiet w skokach narciarskich 2012/2013
Alpen Cup kobiet w skokach narciarskich 2012/2013 – 5. edycja Alpen Cupu kobiet, która rozpoczęła się 27 lipca 2012 w Pöhla, a zakończyła 3 marca 2013 w Achomitz. Cykl składał się z 11 konkursów. 
Zawody zaplanowane na 1–2 września w Einsiedeln zostały przyspieszone o jeden dzień, natomiast zawody które miały zostać rozegrane 2 lutego w Achomitz zostały przeniesione na 3 lutego. Dzień później odbyły się dwa konkursy, oba ograniczone do jednej serii.

## Kalendarz i wyniki
| Lp                                              | Data                                            | Miejscowość                                     | Skocznia                                        | HS                                              | Uwagi                                           | 1. miejsce        | 2. miejsce       | 3. miejsce       |
| ----------------------------------------------- | ----------------------------------------------- | ----------------------------------------------- | ----------------------------------------------- | ----------------------------------------------- | ----------------------------------------------- | ----------------- | ---------------- | ---------------- |
| 1.                                              | 27 lipca 2012                                   | Pöhla                                           | Pöhlbachschanze                                 | HS-65                                           | –                                               | Katharina Althaus | Svenja Würth     | Manuela Malsiner |
| 2.                                              | 28 lipca 2012                                   | Bischofsgrün                                    | Ochsenkopfschanze                               | HS-71                                           | –                                               | Katharina Althaus | Veronika Zobel   | Ramona Straub    |
| 3.                                              | 29 lipca 2012                                   | Bischofsgrün                                    | Ochsenkopfschanze                               | HS-71                                           | –                                               | Katharina Althaus | Chiara Hölzl     | Veronika Zobel   |
| 4.                                              | 31 sierpnia 2012                                | Einsiedeln                                      | Simon Ammann-Schanze                            | HS-77                                           | [ 1 ]                                           | Ramona Straub     | Veronika Zobel   | Sonja Schoitsch  |
| 5.                                              | 1 września 2012                                 | Einsiedeln                                      | Simon Ammann-Schanze                            | HS-77                                           | [ 2 ]                                           | Ramona Straub     | Manuela Malsiner | Veronika Zobel   |
| 6.                                              | 15 grudnia 2012                                 | Winterberg                                      | Sankt-Georg-Sprungschanze                       | HS-87                                           | –                                               | Ema Klinec        | Ramona Straub    | Barbara Klinec   |
| 7.                                              | 16 grudnia 2012                                 | Winterberg                                      | Sankt-Georg-Sprungschanze                       | HS-87                                           | –                                               | Ema Klinec        | Barbara Klinec   | Ramona Straub    |
| 8.                                              | 12 stycznia 2013                                | Žiri                                            | Nordijski Center Račeva                         | HS-66                                           | –                                               | Ema Klinec        | Barbara Klinec   | Chiara Hölzl     |
| 9.                                              | 13 stycznia 2013                                | Žiri                                            | Nordijski Center Račeva                         | HS-66                                           | –                                               | Ema Klinec        | Barbara Klinec   | Chiara Hölzl     |
| 10.                                             | 3 lutego 2013                                   | Achomitz                                        | Natursprunganlage                               | HS-80                                           | [ 3 ] [ 4 ]                                     | Ema Klinec        | Barbara Klinec   | Chiara Hölzl     |
| 11.                                             | 3 lutego 2013                                   | Achomitz                                        | Natursprunganlage                               | HS-80                                           | [ 4 ]                                           | Ema Klinec        | Chiara Hölzl     | Barbara Klinec   |
| Alpen Cup kobiet 2012/13 – klasyfikacja końcowa | Alpen Cup kobiet 2012/13 – klasyfikacja końcowa | Alpen Cup kobiet 2012/13 – klasyfikacja końcowa | Alpen Cup kobiet 2012/13 – klasyfikacja końcowa | Alpen Cup kobiet 2012/13 – klasyfikacja końcowa | Alpen Cup kobiet 2012/13 – klasyfikacja końcowa | Ema Klinec        | Ramona Straub    | Chiara Hölzl     |

## Statystyki indywidualne
| Zawodniczka | Klingenthal 6.08 | Klingenthal 7.08 | Pöhla 9.08 | Pöhla 10.08 | Pöhla 10.08 | Bischofsgrün 12.08 | Bischofsgrün 12.08 | Predazzo 24.09 | Predazzo 24.09 | Seefeld 16.12 | Seefeld 16.12 |
| Austria | Austria          | Austria          | Austria    | Austria     | Austria     | Austria            | Austria            | Austria        | Austria        | Austria       | Austria       |
| --- | ---------------- | ---------------- | ---------- | ----------- | ----------- | ------------------ | ------------------ | -------------- | -------------- | ------------- | ------------- |
| Chiara Hölzl | 7                | 5                | 2          | 5           | –           | –                  | –                  | 3              | 3              | 3             | 2             |
| Julia Huber | 21               | 22               | 20         | –           | –           | 13                 | 17                 | –              | –              | 15            | 15            |
| Katharina Keil | –                | –                | –          | 4           | –           | –                  | –                  | 5              | 6              | 6             | 5             |
| Michaela Kranzl | –                | –                | –          | 15          | 7           | 10                 | 10                 | 13             | 11             | 14            | 16            |
| Laura Kummer | –                | –                | –          | 16          | 6           | 20                 | 19                 | –              | –              | 21            | 21            |
| Elisabeth Raudaschl | 11               | 13               | 14         | 22          | 21          | 12                 | 12                 | 23             | 18             | 13            | 11            |
| Anna Rieser | 16               | 14               | 11         | 23          | 11          | –                  | –                  | –              | –              | –             | –             |
| Cornelia Roider | –                | –                | –          | 7           | –           | –                  | –                  | 19             | 25             | 19            | 20            |
| Sonja Schoitsch | 6                | 6                | 4          | 3           | dns         | –                  | –                  | 4              | 8              | 8             | 6             |
| Lisa Wiegele | 19               | 19               | 16         | 14          | 14          | 11                 | dns                | 12             | 20             | 9             | 14            |
| Francja |                  |                  |            |             |             |                    |                    |                |                |               |               |
| Océane Avocat Gros | –                | –                | –          | 20          | 17          | –                  | –                  | 16             | 13             | –             | –             |
| Marie Hoyau | –                | –                | –          | 24          | 20          | –                  | –                  | 25             | 26             | –             | –             |
| Niemcy |                  |                  |            |             |             |                    |                    |                |                |               |               |
| Katharina Althaus | 1                | 1                | 1          | –           | –           | –                  | –                  | –              | –              | –             | –             |
| Celina Dollberg | –                | –                | –          | –           | –           | 15                 | 14                 | 24             | 23             | –             | –             |
| Luisa Görlich | 10               | 8                | 13         | 10          | 18          | 16                 | 7                  | 7              | 15             | –             | –             |
| Sophia Görlich | 20               | 20               | 19         | 28          | 23          | –                  | –                  | 22             | 21             | –             | –             |
| Melanie Häckert | 18               | 21               | 21         | –           | –           | 19                 | 15                 | 18             | 19             | 16            | 13            |
| Pauline Heßler | 12               | 9                | 10         | 8           | 8           | 5                  | 11                 | –              | –              | 4             | 6             |
| Lucienne Höppner | 4                | 10               | 7          | 6           | 9           | 4                  | 6                  | 6              | 5              | 5             | 4             |
| Leoni Kindl | 24               | –                | –          | –           | –           | –                  | –                  | –              | –              | –             | –             |
| Henriette Kraus | 22               | 17               | 17         | 21          | 19          | –                  | –                  | 8              | 12             | –             | –             |
| Anna Rupprecht | –                | –                | –          | 17          | 5           | 9                  | 4                  | –              | –              | –             | –             |
| Debora Schmidt | 14               | 18               | 18         | –           | –           | 16                 | 18                 | –              | –              | –             | –             |
| Lena Selbach | –                | –                | –          | –           | –           | 14                 | 13                 | 20             | 17             | –             | –             |
| Ramona Straub | 8                | 3                | 6          | 1           | 1           | 2                  | 3                  | –              | –              | –             | –             |
| Carina Wursthorn | 23               | 23               | 23         | –           | –           | –                  | –                  | 26             | 24             | –             | –             |
| Svenja Würth | 2                | 4                | 8          | –           | –           | –                  | –                  | –              | –              | –             | –             |
| Veronika Zobel | 5                | 2                | 3          | 2           | 3           | –                  | –                  | –              | –              | –             | –             |
| Rumunia |                  |                  |            |             |             |                    |                    |                |                |               |               |
| Dana Vasilica Haralambie | 15               | 15               | 15         | –           | –           | –                  | –                  | –              | –              | –             | –             |
| Słowenia |                  |                  |            |             |             |                    |                    |                |                |               |               |
| Maja Gradišar | –                | –                | –          | –           | –           | –                  | –                  | 27             | 27             | –             | –             |
| Anja Javoršek | –                | –                | –          | 12          | 10          | –                  | –                  | 9              | 4              | 10            | 8             |
| Barbara Klinec | –                | –                | –          | –           | –           | 3                  | 2                  | 2              | 2              | 2             | 3             |
| Ema Klinec | –                | –                | –          | –           | –           | 1                  | 1                  | 1              | 1              | 1             | 1             |
| Nika Križnar | –                | –                | –          | –           | –           | –                  | –                  | 17             | 22             | –             | –             |
| Manja Pograjc | –                | –                | –          | 11          | 12          | 18                 | 16                 | 15             | 8              | 18            | 17            |
| Anita Seretinek | –                | –                | –          | 18          | 13          | –                  | –                  | 21             | 16             | 20            | 18            |
| Julija Sršen | –                | –                | –          | 27          | 16          | 6                  | 7                  | 14             | 14             | 7             | 10            |
| Agata Stare | –                | –                | –          | 25          | 15          | –                  | –                  | –              | –              | –             | –             |
| Szwajcaria |                  |                  |            |             |             |                    |                    |                |                |               |               |
| Gianina Ernst | 9                | 7                | 9          | 19          | 22          | –                  | –                  | 11             | 10             | 12            | 9             |
| Erja Zelger | 13               | 12               | 12         | 26          | 24          | –                  | –                  | –              | –              | 17            | 19            |
| Włochy |                  |                  |            |             |             |                    |                    |                |                |               |               |
| Veronica Gianmoena | 17               | 16               | 22         | 13          | 4           | 8                  | 9                  | 10             | 7              | 11            | 12            |
| Manuela Malsiner | 3                | 11               | 5          | 9           | 2           | 7                  | 5                  | –              | –              | –             | –             |
| Legenda |                  |                  |            |             |             |                    |                    |                |                |               |               |
| 1-3 4-30 poniżej 30 dns – Zawodniczka zgłoszona nie wystartowała w konkursie. dsq – Zawodniczka została zdyskwalifikowana w konkursie. - – Zawodniczka nie została zgłoszona do konkursu. 1 – Zawodniczka nie wystartowała w drugiej serii |                  |                  |            |             |             |                    |                    |                |                |               |               |

## Klasyfikacja generalna
| Miejsce | Zawodniczka              | Występy | Punkty |
| ------- | ------------------------ | ------- | ------ |
| 1.      | Ema Klinec               | 6       | 600    |
| 2.      | Ramona Straub            | 7       | 472    |
| 3.      | Chiara Hölzl             | 8       | 466    |
| 4.      | Lucienne Höppner         | 11      | 451    |
| 5.      | Barbara Klinec           | 6       | 440    |
| 6.      | Sonja Schoitsch          | 8       | 344    |
| 7.      | Veronika Zobel           | 5       | 325    |
| 8.      | Manuela Malsiner         | 7       | 319    |
| 9.      | Katharina Althaus        | 3       | 300    |
| 9.      | Pauline Heßler           | 9       | 300    |
| 11.     | Veronica Gianmoena       | 11      | 277    |
| 12.     | Katharina Keil           | 5       | 220    |
| 12.     | Luisa Görlich            | 9       | 220    |
| 14.     | Gianina Ernst            | 9       | 216    |
| 15.     | Julija Sršen             | 8       | 193    |
| 16.     | Elisabeth Raudaschl      | 11      | 190    |
| 17.     | Anja Javoršek            | 6       | 185    |
| 18.     | Michaela Kranzl          | 8       | 181    |
| 19.     | Lisa Wiegele             | 10      | 179    |
| 20.     | Svenja Würth             | 3       | 162    |
| 21.     | Manja Pograjc            | 8       | 149    |
| 22.     | Anna Rupprecht           | 4       | 138    |
| 23.     | Melanie Häckert          | 9       | 121    |
| 24.     | Henriette Kraus          | 7       | 113    |
| 25.     | Erja Zelger              | 7       | 102    |
| 26.     | Laura Kummer             | 6       | 98     |
| 27.     | Julia Huber              | 7       | 96     |
| 28.     | Anna Rieser              | 5       | 89     |
| 29.     | Anita Seretinek          | 6       | 82     |
| 30.     | Cornelia Roider          | 5       | 77     |
| 31.     | Debora Schmidt           | 5       | 72     |
| 32.     | Sophia Görlich           | 7       | 64     |
| 33.     | Lena Selbach             | 4       | 63     |
| 34.     | Océane Avocat Gros       | 4       | 60     |
| 35.     | Celina Dollberg          | 4       | 49     |
| 36.     | Dana Vasilica Haralambie | 3       | 48     |
| 37.     | Carina Wursthorn         | 5       | 36     |
| 38.     | Marie Hoyau              | 4       | 29     |
| 39.     | Nika Križnar             | 2       | 23     |
| 40.     | Agata Stare              | 2       | 22     |
| 41.     | Maja Gradišar            | 2       | 8      |
| 42.     | Leoni Kindl              | 1       | 7      |